# استراندبورگ (داکوتای جنوبی)
استراندبورگ(به انگلیسی: Strandburg) شهری در ایالت داکوتای جنوبی کشور ایالات متحده آمریکا است که جمعیت آن در سرشماری سال ۲۰۱۰ میلادی، ۷۲ نفر بوده‌است.